# Dampiera prostrata
Dampiera prostrata är en tvåhjärtbladig växtart som beskrevs av Devriese. Dampiera prostrata ingår i släktet Dampiera, och familjen Goodeniaceae. Inga underarter finns listade i Catalogue of Life.